# ニルギリ
ニルギリ（Nilgiri tea）とは、南インドにある西ガーツ山脈の南部ニルギリ丘陵でつくられる紅茶の総称である。自治体としてはタミル・ナードゥ州ニーラギリ県にあたる。現地語でニルギリは「青い山」を意味し、「紅茶のブルーマウンテン」と表現されることがある。

## 特徴
インド南部に位置するために、セイロン島で生産される紅茶に似た優雅な香りを持っている。その香りは、柑橘系の香りに例えられることもある 。ニルギリ茶の大農園はニルギリ･プランターズ・アソシエーションと表され、クンヌールに本部を置くユナイテッド・プランターズ・アソシエーション・オブ・サウス・インディアを組織する。生産者の大部分を占める小集団はバダガスと呼ばれる。水色は濃く明るい橙色。穏やかな香りと渋みが特徴であり、レモンティー、ミルクティー、スパイスティーなどに適している。

## 収穫期
生産量が最も多くなるのが4 - 5月、9 - 12月であり、この期間で全体の60%以上が生産されている。